# Ashley-Famous
Ashley-Famous était une agence de casting fondée en 1951 et dirigée par Ted Ashley.
Ashley-Famous est surtout connue pour The Danny Kaye Show, Mission: Impossible, Get Smart, The Carol Burnett Show, Medic, Star Trek, Dr. Kildare, The Defenders ou encore Tarzan.
Mais, en 1967, la société est rachetée par la Kinney National Company et vendue en 1969 à cause de la loi américaine.